# Real Friends
Real Friends ist eine US-amerikanische Pop-Punk-Band aus Chicago, die seit 2010 besteht.

## Geschichte
Real Friends wurde 2010 von Kyle Fasel und Dave Knox in Chicago gegründet. Die ersten fünf EPs erschienen im Eigenvertrieb, dennoch wurde Real Friends schnell weltweit populär. Nach Angaben der Band sei hierfür insbesondere die Blogging-Plattform Tumblr bedeutend gewesen. Erstmals über ein Label veröffentlicht, erschien 2013 die EP Put Yourself Together über Banquet Records. Im Dezember 2013 unterschrieb Real Friends bei Fearless Records. Am 1. August 2014 erschien dort ihr Debütalbum Maybe This Place Is The Same And We're Just Changing.
Real Friends spielte 2013 und 2014 auf der Vans Warped Tour. Im Jahr 2016 erschien ihr zweites Studioalbum The Home Inside Your Head und 2018 schließlich Composure.
Im Februar 2020 trennte sich die Band von Sänger Dan Lambton. Im Juni 2021 wurde bekanntgegeben, dass Cody Muraro fortan der Sänger der Band ist, zudem wurden die beiden Songs Storyteller und Nervous Wreck veröffentlicht.

## Diskografie

### Studioalben
| Jahr | Titel Musiklabel                                                      | Höchstplatzierung, Gesamtwochen, AuszeichnungChartsChartplatzierungen (Jahr, Titel, Musiklabel, Platzierungen, Wochen, Auszeichnungen, Anmerkungen) | Anmerkungen                              |
| Jahr | Titel Musiklabel                                                      | US | Anmerkungen                              |
| ---- | --------------------------------------------------------------------- | --- | ---------------------------------------- |
| 2014 | Maybe This Place Is the Same and We’re Just Changing Fearless Records | US24 (2 Wo.)US | Erstveröffentlichung: 22. Juli 2014      |
| 2016 | The Home Inside Your Head Fearless Records                            | US53 (1 Wo.)US | Erstveröffentlichung: 27. Mai 2016       |
| 2018 | Composure Fearless Records                                            | US166 (1 Wo.)US | Erstveröffentlichung: 13. Juli 2018      |
| 2021 | Torn in Two Pure Noise Records                                        | — | Erstveröffentlichung: 17. September 2021 |

### EPs
- 2011: This Is Honesty (Eigenvertrieb)
- 2011: Cheap Talk and Eager Lies (Eigenvertrieb)
- 2012: Everyone That Dragged You Here (Eigenvertrieb)
- 2012: Acoustic Songs (Eigenvertrieb)
- 2012: Three Songs About the Past Year of My Life (Eigenvertrieb)
- 2013: Put Yourself Back Together (Banquet Records)